# Trichopilia
Trichopilia är ett släkte av orkidéer. Trichopilia ingår i familjen orkidéer.

## Bildgalleri

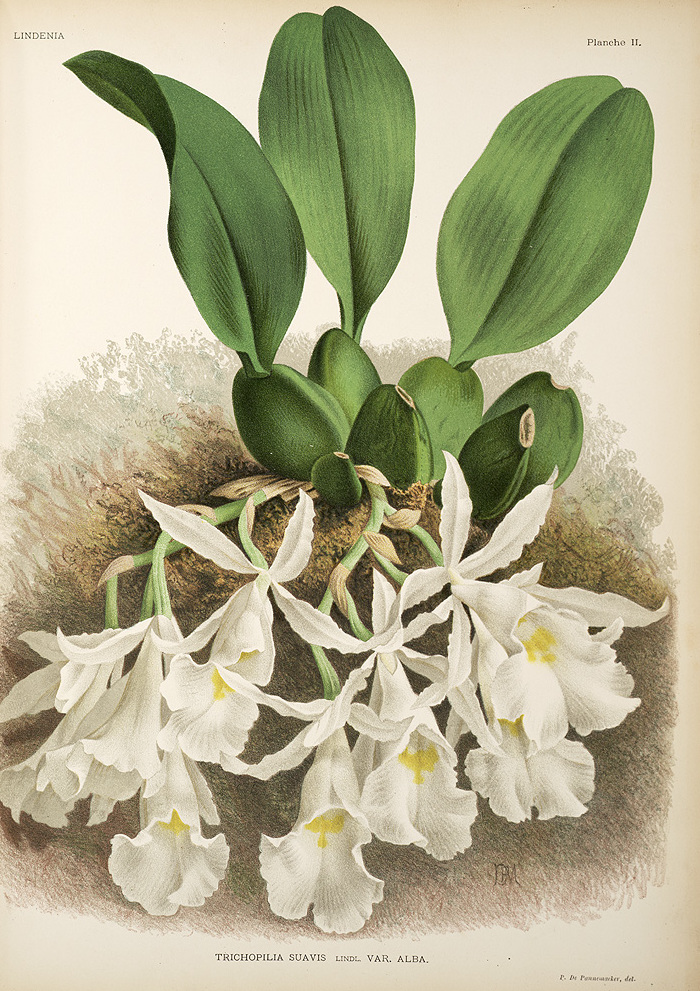
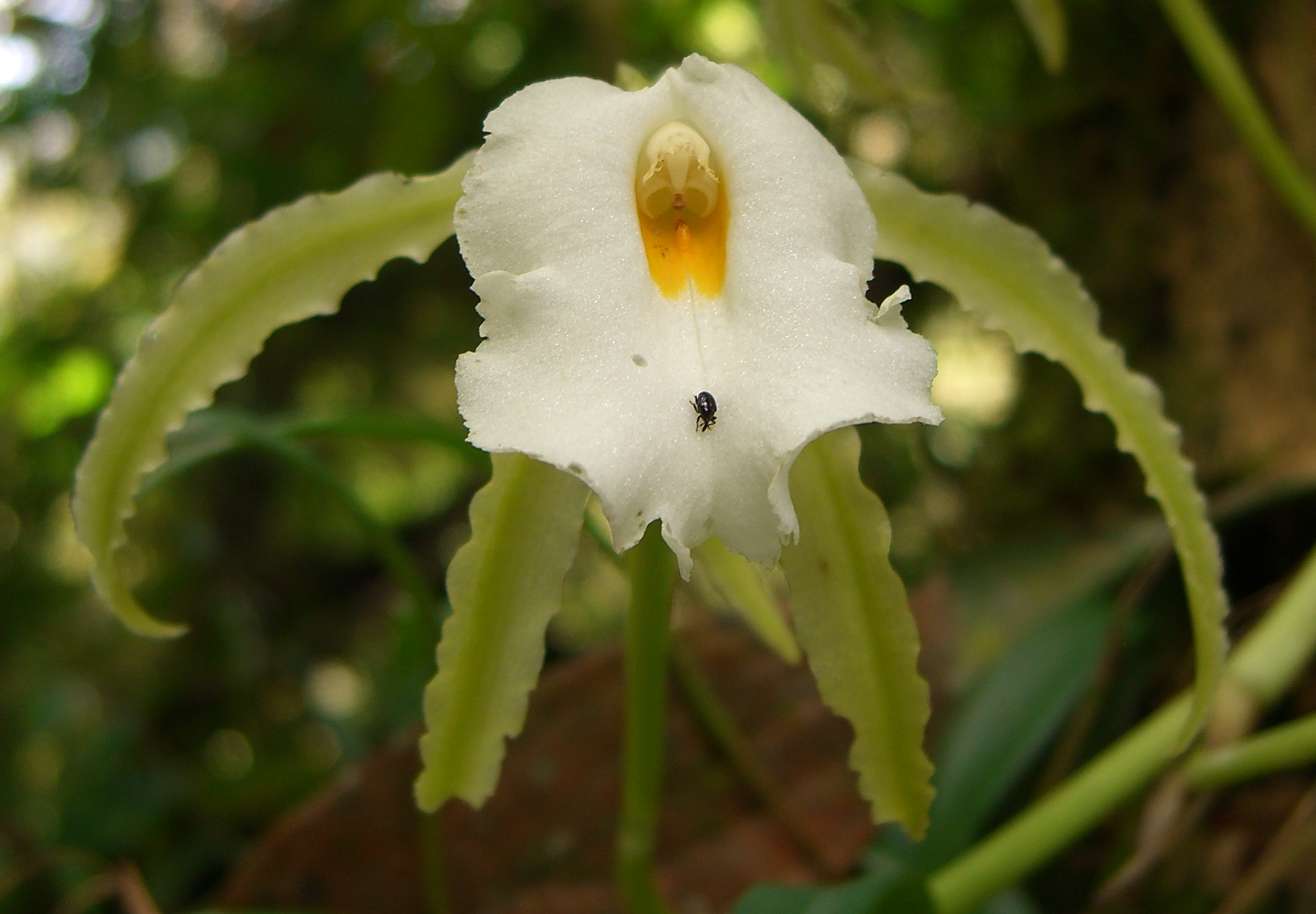

## Dottertaxa tillTrichopilia, i alfabetisk ordning[1]
- Trichopilia aenigma
- Trichopilia amabilis
- Trichopilia backhousiana
- Trichopilia boliviensis
- Trichopilia brasiliensis
- Trichopilia brevis
- Trichopilia callichroma
- Trichopilia concepcionis
- Trichopilia dalstroemii
- Trichopilia endresiana
- Trichopilia eneidae
- Trichopilia fragrans
- Trichopilia galeottiana
- Trichopilia gracilis
- Trichopilia grata
- Trichopilia hennisiana
- Trichopilia juninensis
- Trichopilia laxa
- Trichopilia leucoxantha
- Trichopilia maculata
- Trichopilia marginata
- Trichopilia mesoperuviensis
- Trichopilia mutica
- Trichopilia occidentalis
- Trichopilia oicophyllax
- Trichopilia olmosii
- Trichopilia peruviana
- Trichopilia primulina
- Trichopilia punctata
- Trichopilia punicea
- Trichopilia ramonensis
- Trichopilia rostrata
- Trichopilia sanguinolenta
- Trichopilia santoslimae
- Trichopilia similis
- Trichopilia steinii
- Trichopilia suavis
- Trichopilia subulata
- Trichopilia tortilis
- Trichopilia tubella
- Trichopilia turialbae
- Trichopilia undulatissima
- Trichopilia wageneri